# Asiaceratops
Asiaceratops ist eine kaum bekannte Gattung von Vogelbeckensauriern (Ornithopoda) aus der Gruppe der Ceratopsia.
Von diesem Dinosaurier sind bislang nur Zähne, Schädelfragmente und eventuell Zehenknochen bekannt. Die Funde sind zu spärlich für eine genauere systematische Einordnung, sodass Asiaceratops als nomen dubium gilt.
Die fossilen Überreste dieses Dinosauriers wurden in der Khodzhakul'-Formation in Usbekistan gefunden und 1989 erstbeschrieben. Der Gattungsname bedeutet „asiatischen Horngesicht“, Typusart ist A. salsopaludalis. Die Funde werden in die frühe Oberkreide (spätes Cenomanium oder Turonium) auf ein Alter von rund 95 bis 89 Millionen Jahre datiert.